# Nemzeti bajnokság I 1909/1910
Devátý ročník Nemzeti bajnokság I 1909/1910 (1. maďarské fotbalové ligy).
Turnaje se účastnilo opět s devíti kluby, které byli v jedné skupině a hrály dvakrát každý s každým. Soutěž ovládl popáté ve své klubové historii a obhájce minulého ročníku Ferencvárosi. Nejlepším střelcem se stal opět Imre Schlosser (19 branek), který hrál za Ferencvárosi.